# Ante Tomić (Splitov nogometaš)
Ante Tomić je bio nogometaš "Splita". Igrao je početkom 1930-ih godina i 1933. bio u momčadi koja se kvalificirala u Nacionalnu ligu nekadašnje države.